# Felipe Meligeni Alves
Felipe Meligeni Alves, né le 19 février 1998 à Campinas, est un joueur de tennis brésilien, professionnel depuis 2013.

## Carrière
Felipe Meligeni Alves est issu d'une famille de joueurs de tennis. Sa sœur Carolina Meligeni Alves est également une joueuse de tennis et son oncle, Fernando Meligeni, était également un joueur de tennis qui a atteint les demi-finales de Roland Garros 1999 et aux Jeux olympiques d'été de 1996.
Au tournoi junior de l'US Open 2016, Felipe Meligeni Alves remporte le double en compagnie du Péruvien Juan Carlos Aguilar.
Pour ses débuts en simple sur le circuit ATP en 2020, il est invité à l'Open de Rio de Janeiro, et crée la sensation en prenant un set au numéro 4 mondial Dominic Thiem, avant de s'incliner en 3 sets.
Il remporte son premier titre ATP Challenger en double en novembre 2020 à Guayaquil aux côtés du Vénézuélien Luis David Martínez, battant les Espagnols Sergio Martos Gornés et Jaume Munar en finale. La semaine suivante, il remporte son premier titre ATP Challenger en simple à São Paulo, en battant en finale le Portugais Frederico Ferreira Silva. Il remporte son deuxième titre en double dans le même tournoi.
Il remporte son premier titre ATP en double aux côtés de Rafael Matos à l'Open de Córdoba en battant en finale Romain Arneodo et Benoît Paire en mars 2021.

## Palmarès

### Titres en double messieurs
| No | Date       | Nom et lieu du tournoi            | Catégorie | Dotation  | Surface      | Partenaire   | Finalistes                        | Score      |          |
| -- | ---------- | --------------------------------- | --------- | --------- | ------------ | ------------ | --------------------------------- | ---------- | -------- |
| 1  | 22-02-2021 | Córdoba Open Córdoba              | ATP 250   | 514 800 $ | Terre (ext.) | Rafael Matos | Romain Arneodo Benoît Paire       | 6-4, 6-1   | Parcours |
| 2  | 21-02-2022 | Chile Dove Men+Care Open Santiago | ATP 250   | 475 960 $ | Terre (ext.) | Rafael Matos | André Göransson Nathaniel Lammons | 7-68, 7-63 | Parcours |

## Parcours dans les tournois duGrand Chelem

### En simple
| Année | Open d'Australie | Open d'Australie | Internationaux de France | Internationaux de France | Wimbledon       | Wimbledon          | US Open        | US Open           |
| ----- | ---------------- | ---------------- | ------------------------ | ------------------------ | --------------- | ------------------ | -------------- | ----------------- |
| 2023  | —                | —                | —                        | —                        | —               | —                  | 2e tour (1/32) | Sebastián Báez    |
| 2024  | —                | —                | 1er tour (1/64)          | Casper Ruud              | 1er tour (1/64) | Borna Ćorić        | Q1             | Antoine Escoffier |
| 2025  | Q1               | Clément Chidekh  | Q1                       | Henri Squire             | Q2              | Shintarō Mochizuki |                |                   |

N.B. : à droite du résultat se trouve le nom de l'ultime adversaire.

### En double messieurs
| 2022 | 1er tour (1/32) R. Matos \|\| style="text-align:left;" \| S. Bolelli F. Fognini | 1er tour (1/32) S. Báez \|\| style="text-align:left;" \| A. Golubev F. Martin | — | — | — | — |

N.B. : le nom du partenaire se trouve sous le résultat ; le nom des ultimes adversaires se trouve à droite.

## Parcours dans lesMasters 1000
| Année | Indian Wells | Miami              | Monte-Carlo | Madrid | Rome | Canada | Cincinnati | Shanghai | Paris |
| ----- | ------------ | ------------------ | ----------- | ------ | ---- | ------ | ---------- | -------- | ----- |
| 2023  | —            | 1er tour F. Bagnis | —           | —      | —    | —      | —          | —        | —     |

N.B. : sous le résultat se trouve le nom de l’ultime adversaire.

## Classements ATP en fin de saison
| Année          | 2015 | 2016 | 2017 | 2018 | 2019 | 2020 | 2021 | 2022 | 2023 |
| Rang en simple | 1997 | –    | 930  | 540  | 393  | 231  | 180  | 169  | 148  |
| Rang en double | 1172 | 1533 | 558  | 396  | 178  | 120  | 78   | 131  | 1054 |

Source : (en) Classements de Felipe Meligeni Alves sur le site officiel de la Fédération internationale de tennis